# Sea Level
Sea Level war eine amerikanische Rockband, die sich stilistisch zwischen Blues, Rock und Fusionjazz bewegte.

## Geschichte
Die Band entstand nach dem Auseinanderfall der Allman Brothers Band 1976 aus deren gitarrenfreier Rhythmusgruppe, die teilweise auch als We Three die Konzerte der Allman Brothers eröffnete. Hinzu kam der Gitarrist Jimmy Nalls. Der Name der Band, die zunächst als Quartett operierte, entstand aus einem Wortspiel mit dem abgekürzten Namen von C. Leavell, der zeitweilig als Bandleader fungierte.
1977 entstand ein erstes Album; für das zweite Album Cats on the Coast wurde die Besetzung erweitert (und erinnerte von der Besetzung her an die Allman Brothers). Auf dem dritten Album ersetzte der Schlagzeuger von Paul McCartneys Wings, Joe English, Johanson, der sich wieder den Allman Brothers angeschlossen hatte. Es entstanden zwei weitere Alben, bevor die Gruppe sich 1980 auflöste. Die meisten Kernmitglieder verfolgten dann Solokarrieren.
Gitarrist Jimmy Nalls, der an der Parkinsonschen Krankheit litt, starb am 22. Juni 2017 an den Folgen eines Sturzes.

## Diskografie
- Sea Level (1977, Capricorn)
- Cats on the Coast (1977, Capricorn)
- On the Edge (1978, Capricorn)
- Long Walk on a Short Pier (1979, Capricorn; ed. 1988)
- Ball Room (1980, Arista)
- Best of Sea Level (1990, Polydor)
- Best of Sea Level (1997, Capricorn)